# Оракты батыр
Оракты батыр (каз. Орақты батыр) — село в Балхашском районе Алматинской области Казахстана. Входит в состав Жиделинского сельского округа. Код КАТО — 193653500.

## Население
В 1999 году население села составляло 78 человек (40 мужчин и 38 женщин). По данным переписи 2009 года, в селе проживало 58 человек (37 мужчин и 21 женщина).